# Frederiksholm
Frederiksholm är en ö i Danmark.   Den ligger i Köpenhamn.